# Kapsvala
Kapsvala (Petrochelidon spilodera) är en fågel i familjen svalor inom ordningen tättingar.

## Utseende
Kapsvalan är en knubbig svala i mörkblått och rödbrunt. Den har rostfärgad övergump och undre stjärttäckare och en smutsig mörk halskrage som ofta är ofullständig. Arten liknar rödstrupig svala, men denna är mindre och slankare, med vita fläckar på stjärten, en enhetligt roströd strupe och bröst utan mörka fläckar. 

## Utbredning och systematik
Fågeln häckar i södra Zimbabwe och Sydafrika. Efter häckningen som pågår september–april flyttar den norrut till södra delen av Kongobäckenet. Den behandlas som monotypisk, det vill säga att den inte delas in i några underarter.

## Levnadssätt
Kapsvalan ses födosöka över gräsmarker, öppen skogssavann och torra buskmarker på jakt efter insekter. Den häckar i kolonier med mellan tio och tusen par under broar, i kulvertar och stenbrott, ibland även i klippstup, ofta nära vatten.

## Status och hot
Arten har ett stort utbredningsområde och tros öka i antal. Internationella naturvårdsunionen IUCN listar den därför som livskraftig (LC).